# Великая Финляндия

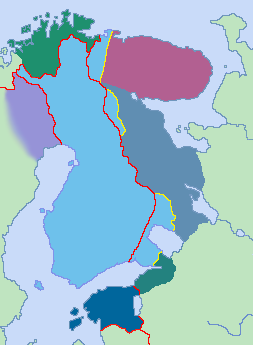
«Великая Финляндия» включает в себя территории, ранее принадлежавшие Финляндии, или населённые родственными народами; в том числе Восточную Карелию (сине-серый цвет), Эстонию (тёмно-синий) и Ингрию (тёмно-зелёный), весь Финнмарк (зелёный), часть Долины Турне-Эльва (фиолетовый) и Мурманская область (пурпурно-розовый). Выделены границы Финляндии согласно Тартускому договору 1920 года (голубым с жёлтым контуром) и Парижскому мирному договору 1947 года (голубым с красным контуром)

Вели́кая Финля́ндия (фин. Suur-Suomi) или Финляндский ирредентизм — идея объединения близких финно-угорских народов, проживающих по побережью Балтийского моря, Восточной Карелии, Ингерманландии, на территориях северной Норвегии и Швеции; радикальная форма панфинланизма. Идея дискутировалась в среде финских ирредентистов с XIX века и выражала финскую версию европейского национализма (панфинланизма) ещё тогда, когда Финляндия территориально входила в состав Российской империи.
Карельское академическое общество, говоря о Великой Финляндии, имело в виду как государственное образование, так и языковое и культурное явление.
Наибольшей поддержки идея получила в первые годы после обретения независимости. Существует мнение, что после войны (1941—1944) идея была практически забыта.

## Границы Великой Финляндии
Обычно сторонники Великой Финляндии рисовали в качестве восточной границы географическую границу Фенноскандии, которая проходит от Белого моря к Онежскому озеру, далее вдоль реки Свирь и реки Невы — или, в более скромном варианте, от реки Сестры — к Финскому заливу. Эти границы включают территории, населяемые финнами и карелами. Некоторые сторонники также включают в состав Великой Финляндии территории южнее финского залива: Ингерманландию, Эстонию, а также принадлежащий Норвегии Северный Финнмарк и долину Турнеэльвена, и шведский Норрботтен. Самое широкое трактование, — «от Двины до Двины» включало более древние финно-угорские территории от Северной Двины в России, до Западной Двины в Латвии.
В настоящее время иногда говорят о Великой Финляндии, имея в виду территории вплоть до Урала, то есть включая территорию современной Республики Коми. Такая гипербола — родом из пропаганды времён Зимней войны, отражённой в известной песне «на Урал».

## История

### «Естественные границы Финляндии» и языковое исследование
Идея о так называемой границе трёх перешейков существовала столетия, ещё с тех пор, когда Финляндия входила в Шведское королевство и между Швецией и Россией были разногласия и временами войны о том, где должна проходить граница между ними. Руководство Швеции рассматривало границу трёх перешейков с точки зрения более простой обороны, поскольку граница по суше была бы минимальной. Эти перешейки: Беломорский, Онежский и Карельский.
В 1800-х годах считали важным так называемые естественные границы стран и народов, которые формируются из географических границ. Хотя в начале 1800-х годов термин Великая Финляндия не использовался, но мысль о естественных границах родом с тех времён. В 1837 году ботаник J. E. A. Wirzen обозначил в качестве восточной границы ареала распространения типичных финских растений Белое море, Онежское озеро и Свирь. Геолог Вильгельм Рамзай в начале столетия обозначил границу скального основания Фенноскандии.
Сакариас Топелиус в 1854 году коснулся этой темы, вступая в должность.
В эти же времена в процессе изучения финно-угорских языков выяснилось, что за восточной границей проживают родственные народы, а политические границы с точки зрения языка и этноса находятся в «неправильном» месте. К этому времени относятся стихи Августа Альквиста «Финское государство» («Suomen valta»), в которой он подчёркивает что «Онега, северные берега, /берега Ауры, устье Онеги,/ здесь величие Финляндии, и никого другого».
В сочинённом Хейкки Нурмио «Марше егерей» (Jääkärimarssi) 1917 года «онежские берега и земли» обозначены входящими в Финляндию: Viro, Aunus, Karjalan kaunis maa, yks’ suuri on Suomen valta («Эстония, Онега, красивая земля Карелии, есть одна большая страна Финляндия»). Позднее слова изменили, чтобы соответствовать новой обстановке: Häme, Karjala, Vienan rannat ja maa, yks’ suuri on Suomen valta («Хяме, Карьяла, берега и земли Двины, есть одна большая страна Финляндия»).

### Карелиализм
Карелиализм был для увлечённых национальным романтизмом художников, литераторов и композиторов источником вдохновения. Пик карелиализма пришёлся на 1890-е. Например, писатель Илмари Кианто написал о своей поездке в Онегу книгу «Финляндию крупнее — Онега свободной» («Suomi suureksi — Viena vapaaksi») (1918).

### Идея Великой Финляндии в других северных странах
В северной Норвегии есть финноязычное меньшинство, квены. Территория, обжитая ими, расширилась в 1890-е годы. Квены традиционно старались самоизолироваться. Карельское академическое общество и Союз финнов активно работали здесь в 1927—1934 годах. Основной задачей было распространение материалов на финском языке и пропаганда через различные каналы. Пик активности пришёлся на 1931 год и закончился в 1934 году, но в газетах вышеупомянутых обществ дела квенов обсуждались и после.
В Норвегии пробудился страх перед «финской опасностью». Квенов начали «норвегизировать» теми же средствами, как в жителей Восточной Карелии «финляндизировать» а позже «русифицировать». Главным образом это происходило через систему образования, где осуществлялась культурное и языковое притеснение, через средства массовой информации на национальном языке и кадровую политику. Использование финского языка и его значимость стремились уменьшить, этническую самоидентификацию и культуру уничтожить.
В первые годы финляндской независимости в Финляндии начали требовать от Швеции финскоязычные территории Норрботтен. Ответной реакцией стало стремление Аландских островов отойти к Швеции. Правительство Финляндии основало комитет по западным землям (Länsipohjan toimikunta), чей задачей было поднимать национальное движение. В ответ шведские власти увеличили обучение шведскому языку на этих территориях. Ещё в 1950-х годах в школах в северной Швеции за разговор на финском наказывали.

### Племенные войны
Из левых политиков, в то или иное время симпатизировавшим идеями увеличения территории Финляндии, можно отметить Оскари Токой, одного из руководителей Красной Финляндии, и Вяйнё Войонмаа, который опубликовал в 1918 книгу «Естественные границы Великой Финляндии».
Среди великофинских идеологов выделялись такие деятели, как Элиас Симойоки, Эльмо Кайла.

### Тартуский мир
В 1919 году Реболы и Поросозеро объявили об отделении от России и присоединении к Финляндии, официально перенос границы не был утверждён. В 1920 году на переговорах в Тарту Финляндия требовала Восточную Карелию себе. Советская Россия не соглашалась и тоже требовала Реболы и Поросозеро себе, предлагая Финляндии взамен Петсамо. Президент Стольберг согласился на предложенный обмен. Отказ от претензий на территорию Восточной Карелии и подписание Тартуского мира было воспринято как позор в среде финских ультраправых националистов.

### 1920—1930. Автономия Карелии
При заключении Тартуского мира Финляндия желала для Восточной Карелии самоуправления и автономии. Лига Наций решила, что Восточная Карелия относится к советской России, но ей нужно предоставить автономию. Одновременно Лига наций решила проблему Аландских островов в пользу Финляндии. После гражданской войны в Финляндии бежавшие в Россию красные заняли ключевые посты в Восточной Карелии, где была основана Карельская трудовая коммуна, руководимая Эдвардом Гюллингом. Дополнительной задачей красных было служить плацдармом для возможной революции в Финляндии. Финская элита утвердила свои позиции, основав в 1923 году Автономную Карельскую Советскую Социалистическую Республику.
Поскольку на практике Карельская трудовая коммуна была полностью в руках бежавших из Финляндии красных, Финляндия считала, что Советская Россия не создала той системы самоуправления в Восточной Карелии, как требовалось в мирном договоре. По этой причине Финляндия поддержала неудачное Карельское восстание, и приняла впоследствии его участников бежавших на территорию Финляндии.
Идеологи восстания в Карелии пытались найти поддержку у финнов из Ингрии и репатриантов из Северной Америки. Так как они считали Восточную Карелию территорией принадлежащей к финскому культурному ареалу. Многие были националистами.
Ещё в 1926 для 96,6 % жителей советской Карелии родным языком был карельский. У этого языка не было своей письменности и создание такового считалось невозможным из-за огромного разнообразия говоров и диалектов. Официальным языком объединяющим Карелию стал русский и финский. Отношение к финскому языку было сложным. Некоторые карелы не понимали финскую письменность и её использование встречало на онежском перешейке прямое сопротивление местных жителей. В беломорской Карелии к финскому языку относились более лояльно. Сопротивление использованию финского языка в качестве одного из официальных языков подавлялось властями и трактовалось как вредительство местных кулаков и русских шовинистов.
Летом 1930 политика «финляндизации» стала темой публичного спора. Разногласия были в том числе об официальном языке Советской Карелии. Было неясно, обучать ли карел финскому или развивать их собственный язык. В руководстве Советской Карелии идея о карельской письменности была отвергнута. Совет национальностей в ЦК СССР и Академия Наук СССР выразили протест против насильственной финляндизации.
Не оставил СССР без внимания тлеющие в жёлтой прессе Финляндии идеи её расширения:
27 февраля 1935 года в беседе с посланником Финляндии в СССР А. С. Ирьё-Коскиненом, М. М. Литвинов отмечал что: «Ни в одной стране пресса не ведёт так систематически враждебной нам кампании, как в Финляндии. Ни в одной соседней стране не ведётся такая открытая пропаганда за нападение на СССР и отторжение его территории, как в Финляндии».
Во время сталинских репрессий в 1937 году руководство Советской Карелии всё же обвинили в «троцкистско-буржуазном национализме», запрете карельской культуры и языка и ориентации на буржуазную Финляндию. По этой причине в 1937 году ряд руководителей Советской Карелии был репрессирован. В ходе русификации Карелии происходившей в конце 1930-х годов, официальными перестали быть как финский, так и карельский языки, уступив место русскому. Это решение объяснялось необходимостью упростить управление территорией, поскольку использование нескольких языков одновременно создавало множество трудностей.

### Зимняя война и Война-продолжение

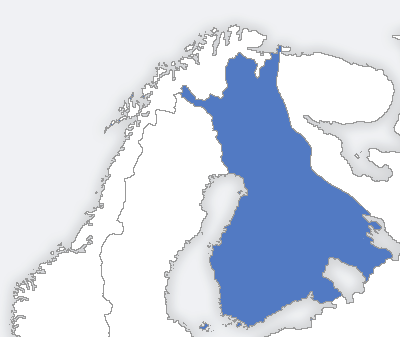
Территория наибольшего продвижения финских войск в Советско-финскую войну (1941—1944)

В начале Зимней войны СССР создал Карело-Финскую ССР, которой руководило правительство в Териоках и Отто Вилле Куусинен. Изначально подразумевалось включение в неё как Восточной Карелии, так и присоединенных территорий Финляндии. По этой причине одним из официального языков республики был — финский. Отчуждённые от Финляндии территории в результате войны 1939—1940 годов, вошли в состав Карело-Финской Советской Социалистической Республики.
Ещё во время гражданской войны в 1918 году на станции Антрея Маннергейм произнёс речь, в которой поклялся не убирать в ножны меч, пока Финляндия и Восточная Карелия не станут свободными. В 1941 году он дал приказ, который явно ссылался на его старую клятву. В этом приказе есть упоминания о «Великой Финляндии», что вызвало в то время негативную реакцию в политических кругах.
Во время «войны-продолжения» в 1941 году, Финляндия захватила самые обширные территории в своей истории. Не только правые националисты но и многие сторонники более сдержанных политических сил, хотели присоединить к Финляндии Восточную Карелию. Основанием для этого были не только идеология и политика, но и военные доводы: так называемую линию трёх перешейков было легче оборонять, чем старую границу. При поддержке со стороны нацистской Германии такие идеи казались вполне реализуемыми. Отношение к карелам и русским было различным. В отношении гражданских лиц, бывших на территории подконтрольной финской военной администрации, производилось исследование с целью выяснения их этнического происхождения. Решающим фактором при выяснении национальности служила национальность родителей, в число прочих факторов входили родной язык и язык, на котором велось обучение. Принадлежность к той или иной группе влияло на зарплату, распределение продовольствия, и свободу передвижения[6], «Неродственное» население относившееся к славянским национальностям, заключалось в концентрационных лагерях, что оправдывалось целью облегчения ведения их «учёта».
С завоёванных немцами территорий в Финляндию было переселено около 62 000 ингерманландцев, из которых позже в СССР было возвращено около 55 000. До 1950 года они не имели права вернуться в родные места, но несмотря на запреты, значительному количеству финнов удалось вернуться в Ленинградскую область. По официальным данным, к маю 1947 года на территории Ленинграда и Ленинградской области проживало 13 958 финнов, прибывших как самовольно, так и по официальному разрешению.
Государственная служба информации опубликовала в 1941 пропагандистскую книгу Finnlands Lebensraum, обосновывающую идеи Великой Финляндии, целью её издания было научное обоснование присоединения Восточной Карелии и Ингерманландии к Финляндии.
В этой книге сообщалось что, после победы нацистской Германии во Второй мировой войне, границы Великой Финляндии должны будут пролегать от Финского залива до Белого моря.
Поздняя редакция книги включала в себя дополнения внесённые Юрьё фон-Грёнхагеном, и содержала элементы национал-социалистической идеологии.

### Военное управление в Восточной Карелии
Территории Восточной Карелии юридически никогда не были включены в Финляндию, парламент лишь провозгласил, что в Финляндию вернулись территории, потерянные в Зимнюю войну. Экономическое значение Восточной Карелии с её запасами леса тоже имело значение. Отвечать за управление территориями было сформировано военное правление, которое отвечало за финляндизацию населения и подготовку присоединения земель к Финляндии.

### Восточный вопрос для Финляндии
В первую, наступательную фазу войны-продолжения в 1941 году, когда жили надеждой сокрушения СССР, начали обдумывать, какие территории Финляндия могла бы получить себе в возможном мирном договоре с СССР. Целью Германии было выйти на линию Астрахань-Архангельск, что давало возможность расширения и территории Финляндии на восток. В книге профессора Ялмари Яаккола Die Ostfrage Finnlands, (Финский восточный вопрос), опубликованной 29 января 1941 года, есть попытка обосновать захват Восточной Карелии. Книга была переведена на английский и французский, после чего она была раскритикована, в том числе в Швеции и в США.
Министерство образования Финляндии создало 11 января 1941 Научный комитет Восточной Карелии, чей целью было вести исследования, чтобы получить о землях более точное представление. Первым председателем комитета был ректор Хельсинкского университета Каарло Линкола, а вторым Вяйнё Ауэр. Юристы подготавливали законные обоснования тому, как Финляндия могла бы получить под контроль Восточную Карелию.

Фото концентрационного лагеря, располагавшегося в Петрозаводске в районе Перевалочной биржи на Олонецкой улице.

### Концентрационные лагеря
На завоеванных территориях основали концентрационные лагеря, которые в начале так и назывались, а затем были переименованы в «лагеря для перемещенных лиц». В них отправлялись следующие группы лиц:
- «неродственные народы» или по рождению не финское население, с тех территорий, где их нахождение с точки зрения военных действий не разрешается;
- политически не вызывающие доверия у населения на территории военного управления и лица, не относящиеся к родственным народам;
- в исключительных случаях другие лица из населения на территории военного управления, чьё нахождение на свободе считается нецелесообразным.

Население из Онежского полуострова, долины Свири и Медвежьегорского района, которое традиционно говорило по-русски, перевели подальше от передовой в лагеря, не только чтобы предотвратить нападения партизан. но для защиты самих гражданских. Первый концентрационный лагерь для советских граждан славянского происхождения, в том числе женщин и детей, был создан 24 октября 1941 года в Петрозаводске. На онежском полуострове кроме того скопились нерусскоязычные беженцы из разных районов Карело-Финской ССР: ожидая напрасно переправы через Онегу, они остались на милость армии Финляндии. На основе письменных свидетельств можно оценить, что вблизи фронта таких эвакуированных могло быть 16 тысяч, что составляет свыше 69 % от максимального численности людей в лагерях, которых 1 апреля 1942 года было 23 984.
Заключённые концентрационных лагерей принуждались к неоплачиваемому труду. На принудительные работы направляли с 15-летнего возраста, а в лагере в Кутижме — даже 14-летних подростков[23], состояние здоровья не учитывалось[24]. Обычно рабочий день начинался в 7 часов и продолжался до 18-19 часов, на лесозаготовках — до 16 часов с часовым летом или двухчасовым зимой перерывом на обед[25].
Смертность на оккупированной территории Восточной Карелии в концентрационных лагерях (137 на тысячу чел.) была значительно выше, чем там же среди свободного населения (26 ‰) или в самой Финляндии (13 ‰). Основной причиной высокой смертности в лагерях является недостаточное питание и в какой-то степени возрастная структура заключённых: была большая доля 20—30-летних женщин и несовершеннолетних детей (почти половина).
В общей сложности более 64 тысяч советских граждан стали узниками концентрационных лагерей, из них умерло более 18 тысяч (28 %).
24 тысячи этнических русских из числа гражданских лиц были заключены в концентрационные лагеря, из них 4 тысячи (14 %) погибли от голода [10][11].

### Угасание идеи Великой Финляндии
Золотой век идеи пришёлся на 1910-е. В 1920-х годах популярность достигла пика, но поднялась на короткое время во время советско-финской войны 1941—1944 годов. Конец войны на практике загасил идею, поскольку для её осуществления не было больше ни политической воли, ни военных возможностей. СССР выиграл войну и выдвинул Финляндии жёсткие условия мира, в том числе дальнейшее урезание её территории. К тому же после крушения национал-социализма и фашизма идеи о националистической экспансии выглядели совершенно иначе, чем раньше. Поддерживающие идею Великой Финляндии Карельское академическое общество и Патриотическое народное движение были распущены в соответствии с условиями Парижского мирного договора (1947). Отчасти на ситуацию повлияло то, что во время военного управления восточные карелы не были единодушны в идее расширения Финляндии, а наоборот, большая их часть отнеслась к финнам как к оккупантам. Восточные карелы скорее были готовы принять материальную помощь, чем идеологическую, как было ещё во время племенных войн. Исчезла и культурная подоплёка, когда связи с оставшимися в СССР родственными народами усложнились и забюрократились. Лишь благодаря независимости Эстонии и распаду СССР у частных лиц и организаций появились возможности общаться.

### Мотивы идеи
О мотивах, стоящих за идеей Великой Финляндии, по сей день ведутся дискуссии. Бесспорно, что с точки зрения её сторонников имелось желание помочь другим финно-угорским народам, поскольку идея включала широкое сотрудничество во многих областях. С другой стороны, позднее, идея стала приобретать империалистические черты. Например, Карельское академическое общество изначально родилось как благотворительное общество, на второй год своего существования уже опубликовало свою программу, которая рассматривала более обширные стратегические, а также географические, исторические и политические основания Великой Финляндии. Это показывает, что альтруизм был упущен уже на очень ранней стадии развития.
Сторонником идеи Великой Финляндии был также Глава Эстонии Константин Пятс, который неоднократно предлагал создание совместного Эстонско-финляндского государства.

### Современное положение
По-настоящему лелеют идею Великой Финляндии в наше время лишь редкие одиночки. Нынешняя идея родства финно-угорских народов стремится главным образом к сохранению и выживанию последних без изменения государственных границ. Термин Великая Финляндия в этих кругах никак не употребляется. Подобной деятельностью занимается в том числе фонд Juminkeko-säätiö. Более известные и уважаемые общества M. A. Castrénin seura и Общество «Финляндия — Россия» и многие финно-угорские общества поддерживают кампанию по сохранению малых народов. Среди студентов финно-угорский дух крепче всего поддерживается в Тартуском университете.